# Helge Bechert
Helge Bechert (* 29. April 1968 in Bremen) ist ein deutscher Schauspieler. Bekannt wurde er durch seinen Rolle in Hinter Gittern – Der Frauenknast, wo er in fünf Folgen die Rolle des Kommissar Winkler spielte.

## Leben
Helge Bechert wurde in Bremen geboren. Er studierte von 1989 bis 1993 Schauspiel an der Universität der Künste Berlin. Weitere Stationen seiner Ausbildung führten ihn an die Tisch School of the Arts in New York, sowie an das internationale Theaterzentrum AKT-ZENT, unter anderem mit Aufenthalten in Odessa, Moskau und Berlin bei Jurij Alschitz.
Neben der Schauspielausbildung absolvierte Bechert eine Ausbildung zum Sanitäter mit Lehrbefugnis und ist als Trainer für Gewaltfreie Kommunikation (GfK) tätig.
Im Film- und Fernsehbereich übernahm er verschiedene Rollen in Produktionen wie Hinter Gittern – Der Frauenknast, Flemming, Block B – Unter Arrest und Die Spezialisten – Im Namen der Opfer. Zu seinen Arbeiten zählen auch Kurzfilme wie Inhabitats (2024) sowie Theater- und Werbeproduktionen.

## Filmografie (Auswahl)
- 2002: Una (Kurzfilm)
- 2002–2004: Hinter Gittern – Der Frauenknast (Fernsehserie)
- 2005: Atlantropa (Dokumentarfilm)
- 2010: Crashkurs
- 2011: Der letzte Kronzeuge – Flucht in die Alpen
- 2015: Block B – Unter Arrest
- 2016–2017: Die Spezialisten – Im Namen der Opfer
- 2024: Inhabitats (Kurzfilm)
- 2025: Boys, Anouche (Kurzfilme)

## Hörspiele (Auswahl)
- 1993: Martin Burckhardt, Johannes Schmoelling: Die Geschichte der Dinge – Sechs Klangräume (4. Folge: Spiegel & Park) – Realisation: Martin Burckhardt, Johannes Schmoelling (Original-Hörspiel, Ars acustica, Kurzhörspiel – BR)[3]